# پادشاه جان (فیلم ۱۸۹۹)
پادشاه جان (انگلیسی: King John) یک فیلم کوتاه و صامت بریتانیایی است که در سال ۱۸۹۹ ساخته شد. فیلم بر پایه داستانی از ویلیام شکسپیر می‌باشد.